# Ford Trimotor

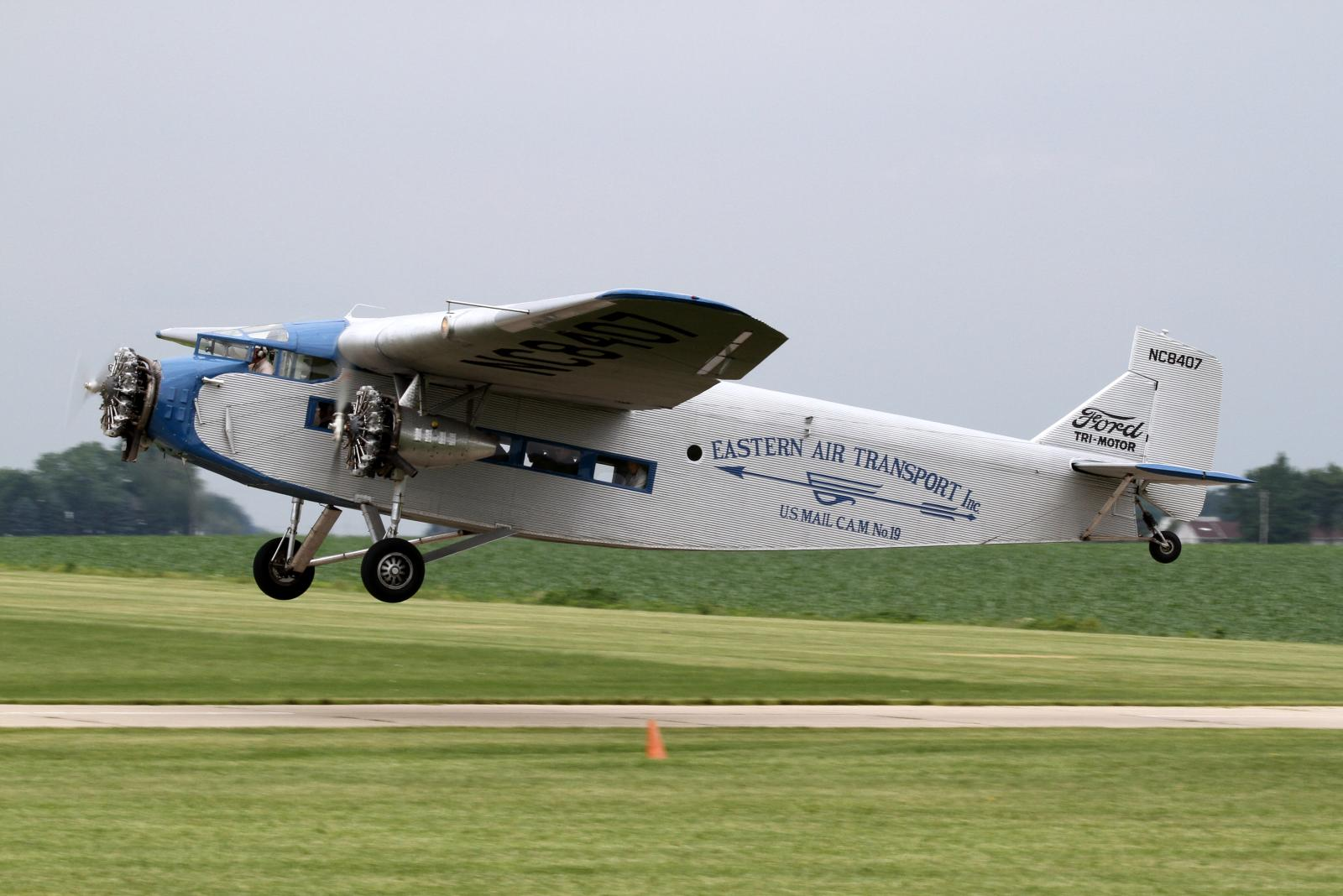
Ford 4-AT-E

Форд Тримотор (англ. Ford Trimotor), неофициальное прозвище Tin Goose (с англ. — «Жестяной Гусь») — американский пассажирский самолёт, цельнометаллический трёхмоторный подкосный моноплан, производившийся серийно в 1927—1933 годах компанией Генри Форда Ford Airplane Company. Всего было выпущено 199 экземпляров. Ford Trimotor, первый экономически выгодный авиалайнер США, находился в эксплуатации до 1989 года (последний оператор в 1966—1989 годах — почтовая служба острова Рэттлснейк, США).

## История
Американский конструктор William Bushnell Stout первым в США начал проектировать и строить цельнометаллические транспортные самолёты. В 1925 годы он создал шестиместный самолёт Stout-2AT Air Transport. Один самолёт Stout-2AT приобрёл Генри Форд. Он использовал этот самолёт для перевозки грузов между Детройтом и Чикаго.
Форд всерьез заинтересовался авиабизнесом и создал собственную авиакомпанию Ford Airways. В 1925 году группа из 19 инвесторов во главе с Генри Фордом приобрели авиационную фирму Stout Metal Airplane Company, строившую одномоторные самолёты, близкие к проектам Хуго Юнкерса и имевшую опыт постройки экспериментальных цельнометаллических машин. Форд, прислушавшись к советам сына, Эдсела, поставил деньги на развитие массового пассажирского авиатранспорта, тогда ещё не существовавшего.
В том же 1925 году Форд организовал соревнования на выносливость машин, в которых победил новейший (1924) трёхмоторный Fokker F.VII. По инициативе Форда схема Fokker F.VII — подкосного высокоплана с мотогондолами, подвешенными на подкосах — была взята за основу конструкторами Stout, и самолёт Форда оказался внешне очень похож на голландский образец. Первым самолётом нового предприятия стал трёхмоторный Ford 3-AT Air Pullman. Новый самолёт вышел неудачным, он имел плохие лётные и посадочные характеристики. После выполнения трёх полётов Ford 3-AT сгорел во время пожара в ангаре.
Первая неудача не смутила Форда. Он поручил бригаде молодых конструкторов, во главе с Гарольдом Хаксом, создать новый авиалайнер. В результате был спроектирован и построен восьмиместный самолёт Ford 4-AT. По схеме новый самолёт был высокоплан с одним двигателем в носовой части и двумя под крыльями.
Первый трёхмоторный прототип поднялся в небо 11 июня 1926 года. Самолёт показал хорошие летно-технические характеристики, и ряд компаний выразили желание приобрести новый самолёт. Форд организовал серийное производство самолёта и добился успехов в его продаже. В отличие от фанерного Fokker F.VII, фордовские самолёты были цельнометаллическими, с  гофрированной обшивкой крыла и фюзеляжа из алюминиевого сплава альклед. Первые Форды (Ford 4AT) комплектовались двигателями Wright J-4 (200 л. с.) и Wright R-975-1 (300 л. с.); основная серия (Ford 5AT) комплектовалась более мощными Pratt & Whitney R-1340 (420 л. с.). В стандартной пассажирской конфигурации Trimotor нёс экипаж из трёх человек (пилот, второй пилот и стюардесса) и 8-9 пассажиров. Тяги, управляющие рулями, проходили снаружи фюзеляжа; индикаторы режима работы двигателей располагались непосредственно на двигателях.
Как и автомобили Форда, самолёт отличался рациональной конструкцией и был удобен в эксплуатации. Ford 4-AT соответствовал высшим, по тем временам, стандартам удобств. Вдоль бортов были установлены большие обзорные окна, которые можно было открывать и закрывать в полете. В салоне имелся туалет с умывальником, отопление и электрическое освещение. Силовая установка представляла собой три поршневых радиальных 9-цилиндровых поршневых двигателя с воздушным охлаждением. Двигатели легко запускались, благодаря установленному стартеру. Раздельный привод[чего?], тормоза на колесах шасси и поворотное хвостовое колесо обеспечивало хорошие маневренные характеристики во время рулежки на земле. Впервые на самолёте была установлена бортовая радиостанция и радионавигационные приборы.

## Эксплуатация
Первый серийный самолёт Ford 4-AT эксплуатировался компанией Форда на грузопассажирской линии Детройт — Чикаго. Второй самолёт приобрела чикагская авиакомпания NAT (National Air Transport), которая первоначально летала из Чикаго в Детройт, но позже продлила маршрут до Кливленда и Нью-Йорка.
На Ford 4-AT авиакомпания Maddux Airlines обслуживала западное побережье США, а Eastern Air Transport восточное. Maddux Airlines имела самый большой парк самолётов Ford 4-AT — 16 экземпляров. В 1929 году появилась модификация самолёта на 12 пассажиров, которая эксплуатировалась не только в Америке, но и в Европе. В Испании две авиакомпании использовали эти самолёты на маршруте Мадрид — Тенерифе.
В 1929 году Transcontinental Air Transport, предшественник Trans World Airlines, первым начала регулярную эксплуатацию Ford Trimotor на пассажирской линии Сан-Диего — Нью-Йорк.
27—28 ноября 1929 года Ричард Бёрд, управлявший Ford Trimotor, благополучно достиг Южного полюса.
После катастрофы пассажирского Fokker F.10 31 марта 1931 года регулярные полёты всех Fokker в США были запрещены, и Ford Trimotor на время стал единственным разрешённым к эксплуатации авиалайнером.
13 самолётов Ford Trimotor использовались в армии США, 9 самолётов в Военно-морском флоте. Во время Второй Мировой войны самолёты принадлежащие авиакомпании Guinea Airways были реквизированы  Королевскими военно-воздушными силами Австралии, где их переделали в санитарные самолёты и использовали при эвакуации в битве при Ботане.
Ford 4-AT был надежным и долговечным самолётом. В послевоенные годы самолёт продолжал эксплуатироваться небольшими региональными авиакомпаниями. Некоторые самолёты летали до 1970-х годов. Один из самолётов более 65 лет использовался в качестве экскурсионного, пролетая над Гранд-Каньоном.
Trimotor, будучи надёжным и экономичным, для своего времени, самолётом — безнадёжно устарел к середине 1930-х годов, когда были выпущены принципиально новые двухмоторные Douglas DC-2 и Boeing 247.
В 1933 году Ford Airplane Company, не имевшая в активе новых моделей, закрылась из-за падения продаж после Великой депрессии. Во время Второй мировой войны заводы Форда в Уиллоу-Ран массово строили бомбардировщики B-24 Liberator, в послевоенные годы Ford навсегда ушёл из авиации.
Из 199 произведённых самолётов до наших дней сохранились 18, включая пригодный для полётов № 10, 1927 года постройки, с бортовым номером С-1077; на нём летали Чарльз Линдберг, Амелия Эрхарт и (пассажирами) президент США Франклин Делано Рузвельт и президент Мексики Кальес. С-1077 был заброшен в 1936 году, десятилетиями стоял под открытым небом, и был восстановлен только в 1990-е годы.

## Модификации

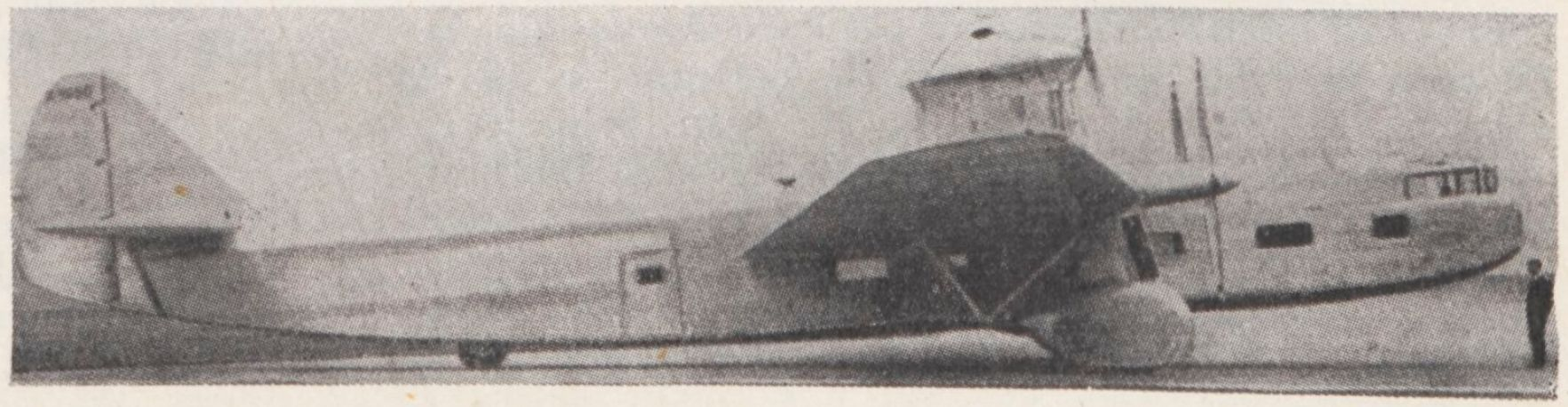
Фотография Ford 14 AT из журнала L'Aerophile за май 1932 года

Ford 3-ATПрототип Stout prototype; единственный экземпляр.
Ford 4-ATпредсерийный прототип, 3 200-сильных (150 кВт) звездообразных двигателя Wright J-4 Whirlwind кабина для двух пилотов и салон на 8 пассажиров.
Ford 4-AT-Aранняя серийная модификация, сходная с прототипом Ford 4-AT; построено 14.
Ford 4-AT-Bулучшенная модификация, двигатели Wright J-5 Whirlwind, 3x 220 л. с. (165 кВт), количество пассажирских мест увеличено до 12 passengers; построено 39.
Ford 4-AT-CСходный с Ford 4-AT-B, один двигатель Pratt & Whitney Wasp, 1x 400 л. с. (300 кВт) в носу; 1 шт.
Ford 4-AT-D3 самолёта сходных с Ford 4-AT-B, с разными двигателями и усовершенствованиями.
Ford 4-AT-EСходный с Ford 4-AT-B, 9-цилиндровые Wright J-6-9 Whirlwind, 300 л. с. (225 кВт); 24 шт.
Ford 4-AT-FЕдинственный экземпляр, сходный Ford 4-AT-E.
Ford 5-AT-AУвеличенная модификация 3x Pratt & Whitney Wasp, 420 л. с. (320 кВт), салон на 13 пассажиров, размах крыльев увеличен на 1,17 м; 3 шт.

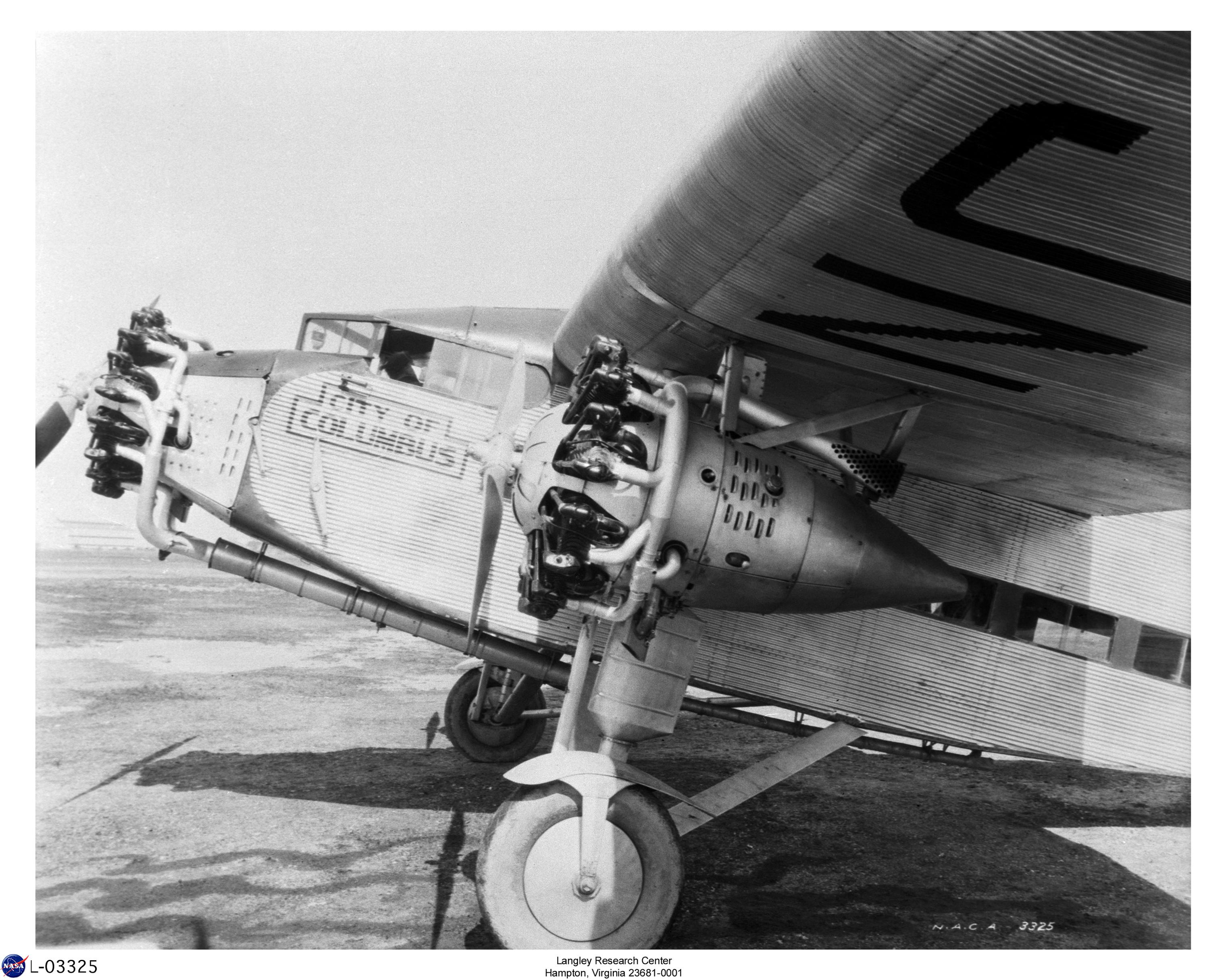
TAT Ford 5-AT-B flown by Lindbergh

Ford 5-AT-BСходный с 5-AT-A, 420-сильные моторы Pratt & Whitney Wasp C-1 или SC-1, салон на 15 пассажиров; построено 41.
Ford 5-AT-CСходный с Ford 5-AT-A, салон на 17 пассажиров; построено 51.
Ford 5-AT-CSМорская модификация с поплавками производства компании Edo; 1 шт.
Ford 5-AT-DУтяжелённая модификация 3 двигателяPratt & Whitney Wasp SC, 450 л. с. (340 кВт). Крылья крепились на 20 см выше для увеличения внутреннего объёма, по остальным параметрам схож с Ford 5-AT-C; построено 20.
Ford 5-AT-DSМорская модификация с поплавками Edo; 1 шт.
Ford 5-AT-Eпроект с переносом двигателей на носок крыла.
Ford 6-AT-AСходный с Ford 5-AT-A, 3 300-сильных мотора Wright J-6-9; 3 шт.
Ford 6-AT-ASМорская модификация с поплавками Edo; 1 шт.
Ford 7-AT-AПереименованный Ford 6-AT-A с 420-сильным двигателем Pratt & Whitney Wasp в носу, 1 шт.
Ford 8-ATFord 5-AT-C, переделанный в одномоторный грузовой. Устанавливались 6 различных двигателей мощностью от 575 л. с. (429 кВт) до 700 л. с. (520 кВт).
Ford 9-ATПереименованный Ford 4-AT-B с 3x 300 л. с. Pratt & Whitney Wasp.
Ford 11-ATПереименованный Ford 4-AT-E с 3x 225 л. с. дизельным Packard DR-980.
Ford 13-AПереименованный Ford 5-AT-D с двумя крыльевыми 300 л. с. Wright J-6-9 Whirlwind и одним 575 л. с. (430 кВт) Wright Cyclone в носу.
Ford 14-Aувеличенный самолёт с усиленной силовой установкой, 32 пассажира.
Ford XB-906трёхмоторный Ford 5-AT-D, переделанный в бомбардировщик.

### В Вооружённых Силах США

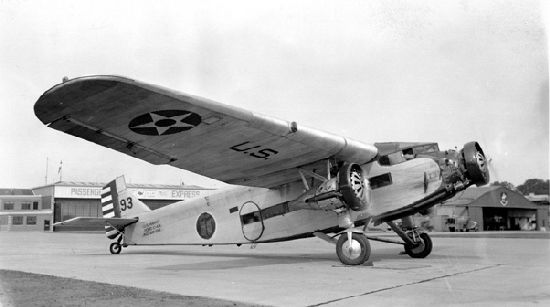
A C-4A

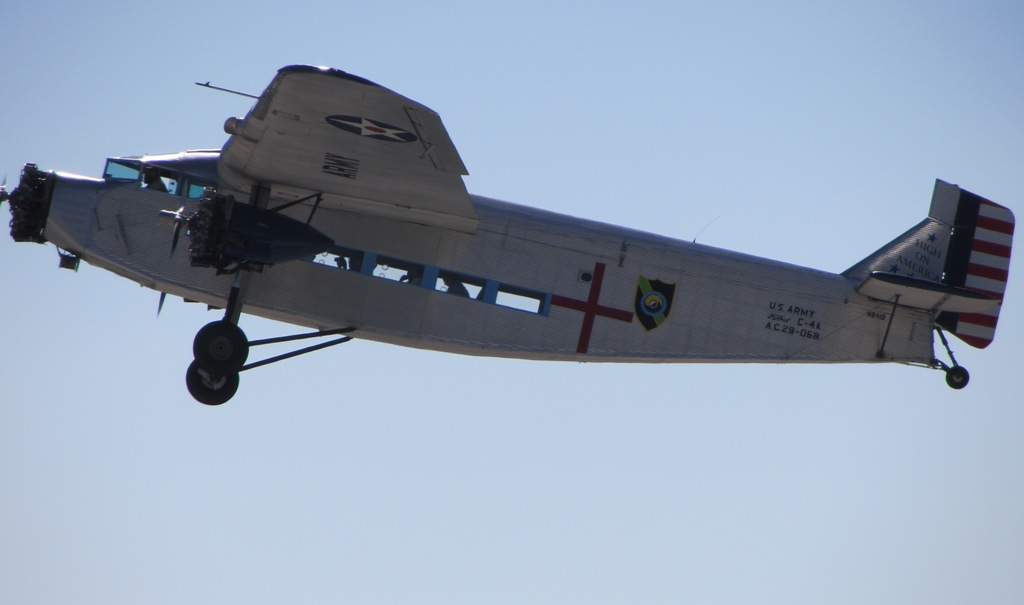
Реплика C-4A

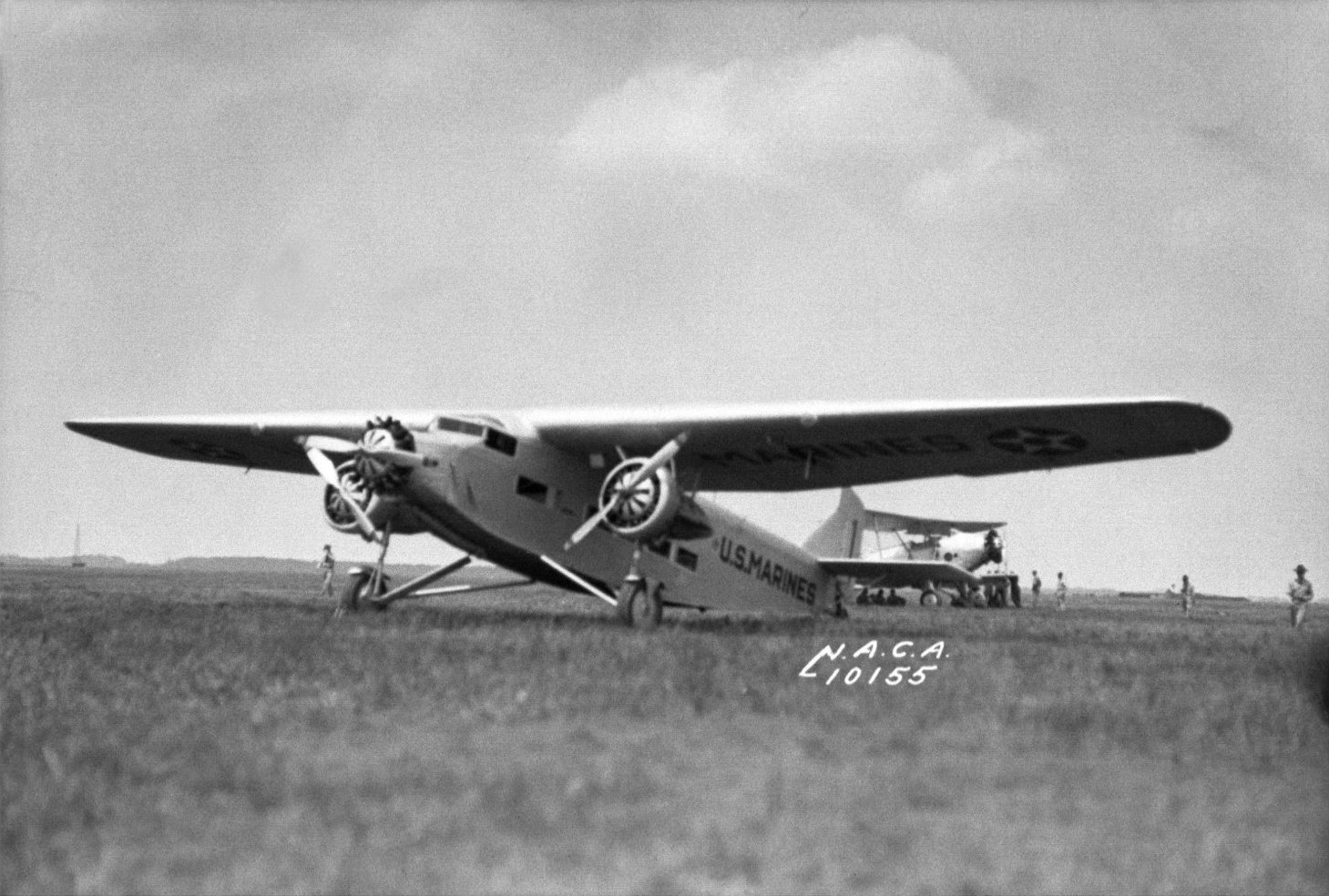
Ford RR-1 at Langley Virginia 1934

XC-34-AT-A, проходивший испытания для ВВС Армии США, после испытаний получил наименование.
C-34-AT-A, бывший XC-3 после испытаний
C-3A4-AT-E в варианте военного транспорта, 3 235-сильных двигателя Wright R-790-3 Whirlwind; построено 7, позже все переделаны в модификацию C-9
C-44-AT-B, приобретённый Вооружёнными Силами для испытаний
C-4A5-AT-D в варианте военного транспорта, 3 450-сильных двигателя Pratt & Whitney R-1340-11 Wasp; построено 4
C-4Bодин C-4A, переоснащённый моторами R-1340-7 (450 л. с.) .
C-9C-3As после установки 300-сильных (224 кВт) двигателей Wright R-975-1
XJR-14-AT-A, испытывавшийся Флотом
JR-2военный транспорт на базе 4-AT-E, но с моторами Wright J6-9 для Корпуса морской пехоты; построено 2, в 1931 году переименован в RR-2
JR-3военный транспорт на базе 5-AT-C для Флота (1) и Корпуса морской пехоты (2),; построено 3.
RR-1Переименованный прототип XJR-1
RR-2Переименованный в 1931 году JR-2
RR-3Переименованный в 1931 году JR-3
RR-4наименование единственного 5-AT-C
RR-5наименование двух 4-AT-D, по одному для Флота и Корпуса морской пехоты

## Лётно-технические характеристики
|                            |                                                         |
| Параметр                   | Показатель                                              |
| Длина, м                   | 15,32                                                   |
| Размах крыла, м            | 23,72                                                   |
| Высота хвоста, м           | 3,86                                                    |
| Площадь крыла, м²          | 77,6                                                    |
| Двигатели                  | Три девятицилиндровых радиальных Pratt & Whitney R-1340 |
| Мощность                   | 3 по 420 л. с.                                          |
| Макс. скорость, км/ч       | 241                                                     |
| Крейсерская скорость, км/ч | 145                                                     |
| Дальность полёта, км       | 885                                                     |
| Высота полёта, м           | 5640                                                    |
| Вес пустого, кг            | 3560                                                    |
| Макс. взлётный вес, кг     | 6120                                                    |

## Эксплуатанты

### Гражданские
США
- American Airways
- Eastern Air Transport
- Grand Canyon Airlines

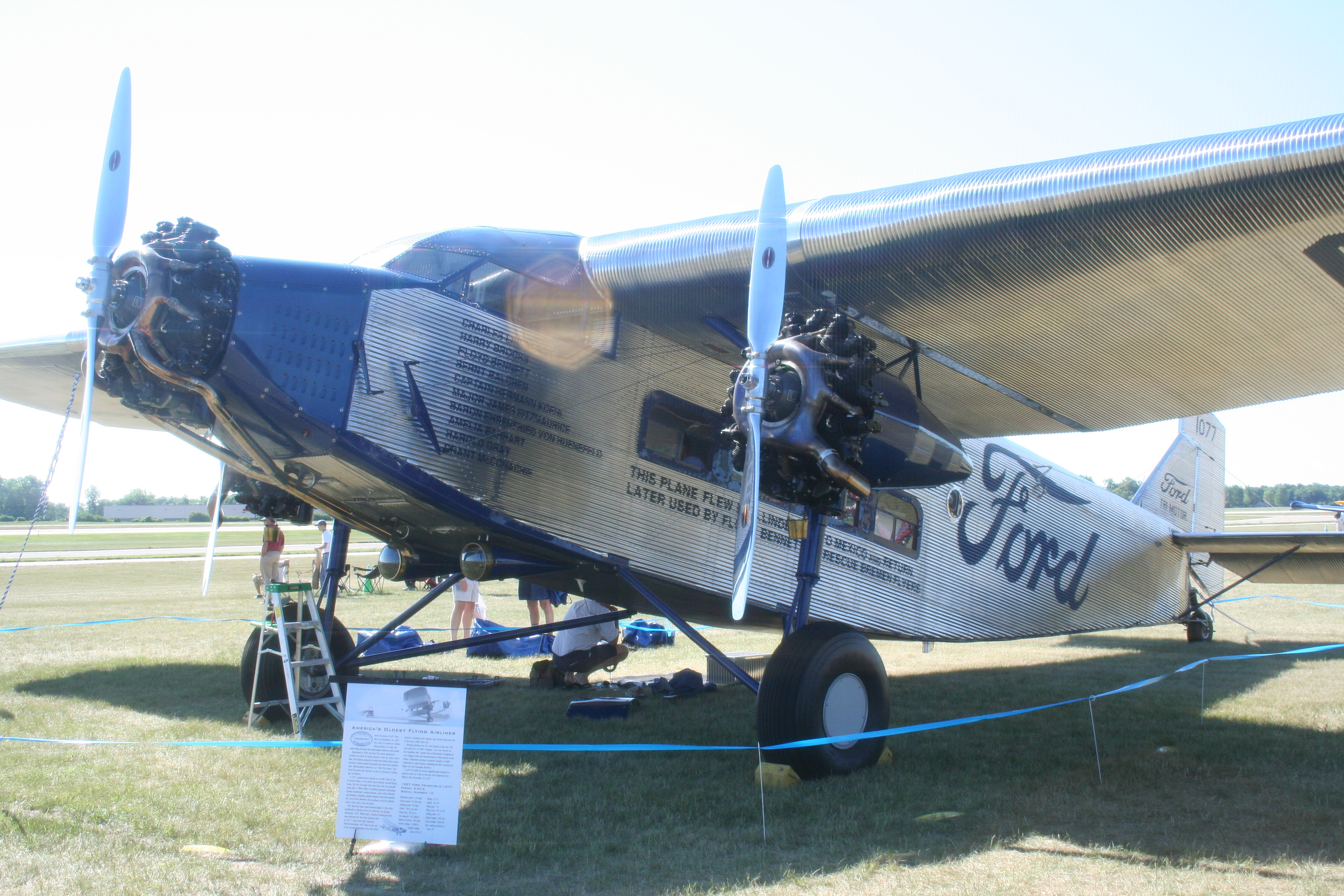
1927 4-AT-A, Serial No. 10, C-1077

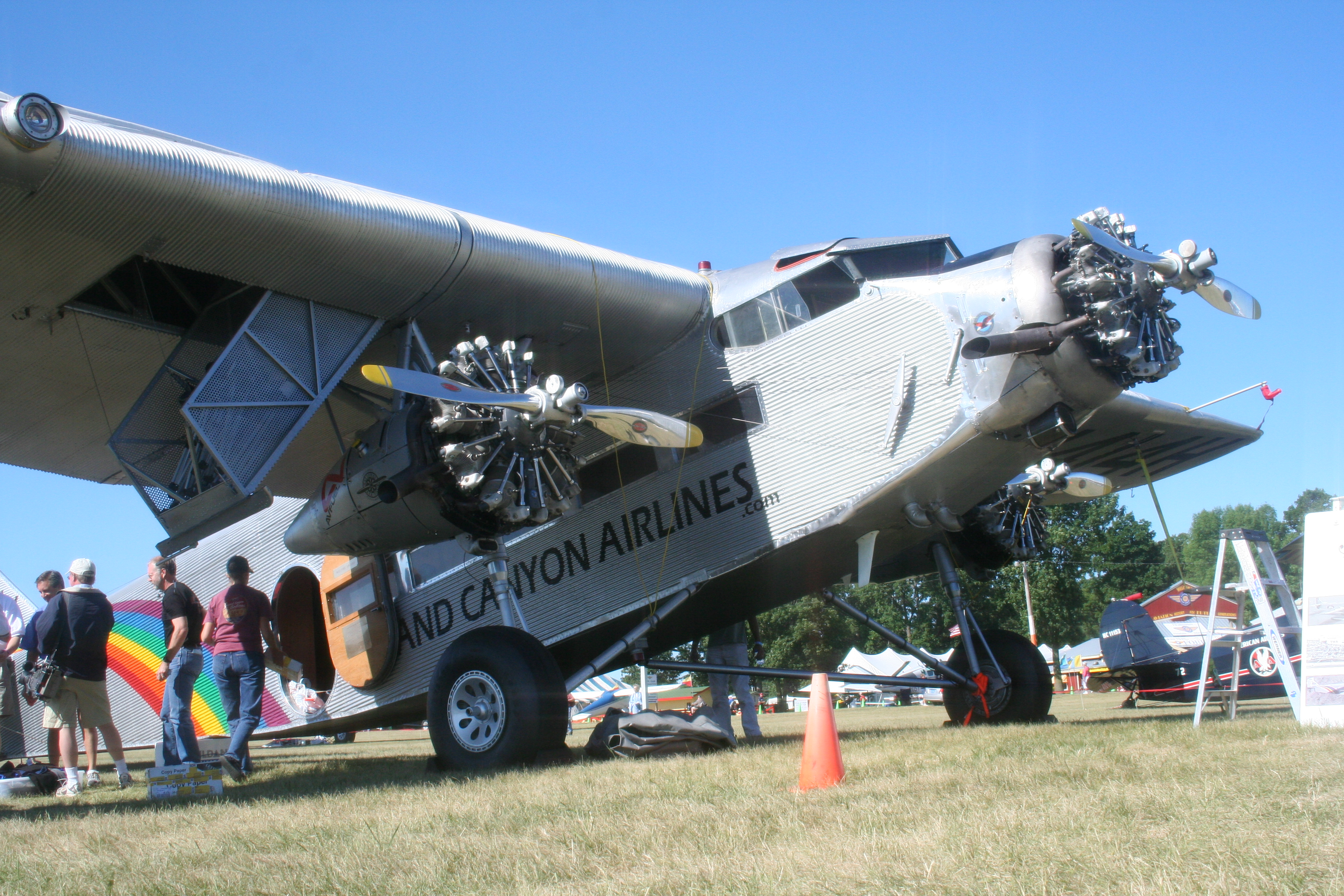
Grand Canyon Airlines Ford Trimotor (обратите внимание на открытый подкрыльевой багажный отсек)

- Island Airlines, острова Басс, Огайо
- Maddux Air Lines
- Northwest Airways
- Pan American Airways
- Southwest Air Fast Express (S.A.F.E.way)
- Star Air Service
- Texaco
- Transcontinental Air Transport
- Transcontinental & Western Air (TWA)
- United Air Lines
- Wien Air Alaska

 Канада
- BYN Co.(British Yukon Navigation Company) CF-AZB летал в районе Юкона с апреля 1936 года до аварии в августе 1940-го.[7]

 Мексика
- Mexicana

 Куба
- Cubana

 Доминиканская Республика
- Dominicana de Aviación использовала Ford Trimotor в начале 1930-х годов.[8]

 Колумбия
- SACO
- SCADTA

 Венесуэла
- AVENSA

 Испания
- компания CLASSA, затем LAPE, и наконец Iberia

 Чехословакия
- Československé aerolinie a.s: 1 самолёт 5-АТ-С (заводской номер 50, бортовой код OK-FOR), разбившийся 22.08.1930

 Китайская Республика
- в распоряжении компании China National Aviation Corporation (CNAC) было по меньшей мере 3 самолёта 5-AT[9]

### Военные
США
- ВВС Армии США
- United States Marine Corps
- United States Navy

 Великобритания
- Royal Air Force: в 271-й эскадрилье в 1940 году использовался один 5AT-0.[10]

 Канада
- Королевские ВВС Канады

 Австралия
- ВВС Австралии: эскадрилья 24.

 Колумбия
- ВВС Колумбии

 Вторая Испанская Республика 
- ВВС республиканской Испании

## Сопоставимые самолёты
- Fokker F.VII (Fokker Trimotor)
- Fokker F.X
- Junkers G 24
- Junkers G 31
- Junkers Ju 52
- Rohrbach Ro VIII Roland
- Avro 618 Ten
- Beardmore Inflexible / Rohrbach Ro VI
- АНТ-9 (ПС-9)

## Аварии и катастрофы
- 17 марта 1929 года у самолёта компании Colonial Western Airways 4-AT-B Tri-Motor, NC7683 при вылете из аэропорта Ньюарк (Ньюарк, штат Нью-Джерси) во время набора высоты после взлёта отказали два двигателя. В результате самолёт врезался в гружёный песком вагон, погибло 14 из 15 находившихся на борту. На тот момент это была катастрофа с максимальным количеством жертв в истории США.[11][12]
- 21 апреля 1929 года принадлежащий Maddux Air Lines 5-AT-B Tri-Motor, NC9636 столкнулся с истребителем ВВС Армии США Boeing PW-9D 28-037 над Сан-Диего; погибли все участники катастрофы (6 человек). Причиной стала ошибка пилота истребителя, пытавшегося проскочить перед авиалайнером.[11][13]
- 3 сентября 1929 года, самолёт Transcontinental Air Transport 5-AT-B Tri-Motor, NC9649 (City of San Francisco) во время грозы врезался в гору Маунт-Тэйлор близ города Грантс (Нью-Мексико); погибли все 8, находившихся на борту.[14][15]
- 19 января 1930 года, самолёт Maddux Air Lines, 5-AT-C Tri-Motor, NC9689, выполнявший рейс № 7, из-за неблагоприятных погодных условий разбился близ Ошенсайд (Калифорния), все 16 человек погибли.[14][16]
- 22 августа 1930 года самолёт ČSA разбился в Бедржихове под Йиглавой. Погибли оба члена экипажа в составе пилота Йозефа Седларжа и механика Йозефа Трафина и 10 из 11 пассажиров, выжил некто профессор Краус.
- 24 июля 1935 года в аэропорту Эррера (Медельин) Tri-Motor 5-AT-B компании SACO (Servicio Aéreo Colombiano) (борт F-31), столкнулся с аналогичным Tri-Motor, принадлежащим SCADTA (Sociedad Colombo-Alemana de Transportes Aéreos) (борт C-31); погибли 17 человек: 10 с F-31 и все 7 на C-31, выжило 3. Среди погибших оказались известные исполнители танго Карлос Гардель и Альфредо Ле Пера.[17][18]

## Самолёт в массовой культуре

### В кинематографе
За время своего существования самолёты Ford Trimotor успели отметиться в нескольких десятках фильмов, как хроникальных, так и художественных, наиболее известные из которых — телесериал «Индиана Джонс и храм судьбы» (1984), «Неприкасаемые» (1987), «Ракетчик» (1991), «Джонни Д.» (2009).